# Hydrocenidae
Hydrocenidae is een familie van weekdieren uit de klasse van de Gastropoda (slakken).

## Geslachten
- Chondrella Pease, 1871
- Georissa Blanford, 1864
- Hydrocena Küster, 1844
- Monterissa Iredale, 1944
- Omphalorissa Wenz, 1938
- Sinicena Egorov, 2003